# Ehrenfried Walther von Tschirnhaus

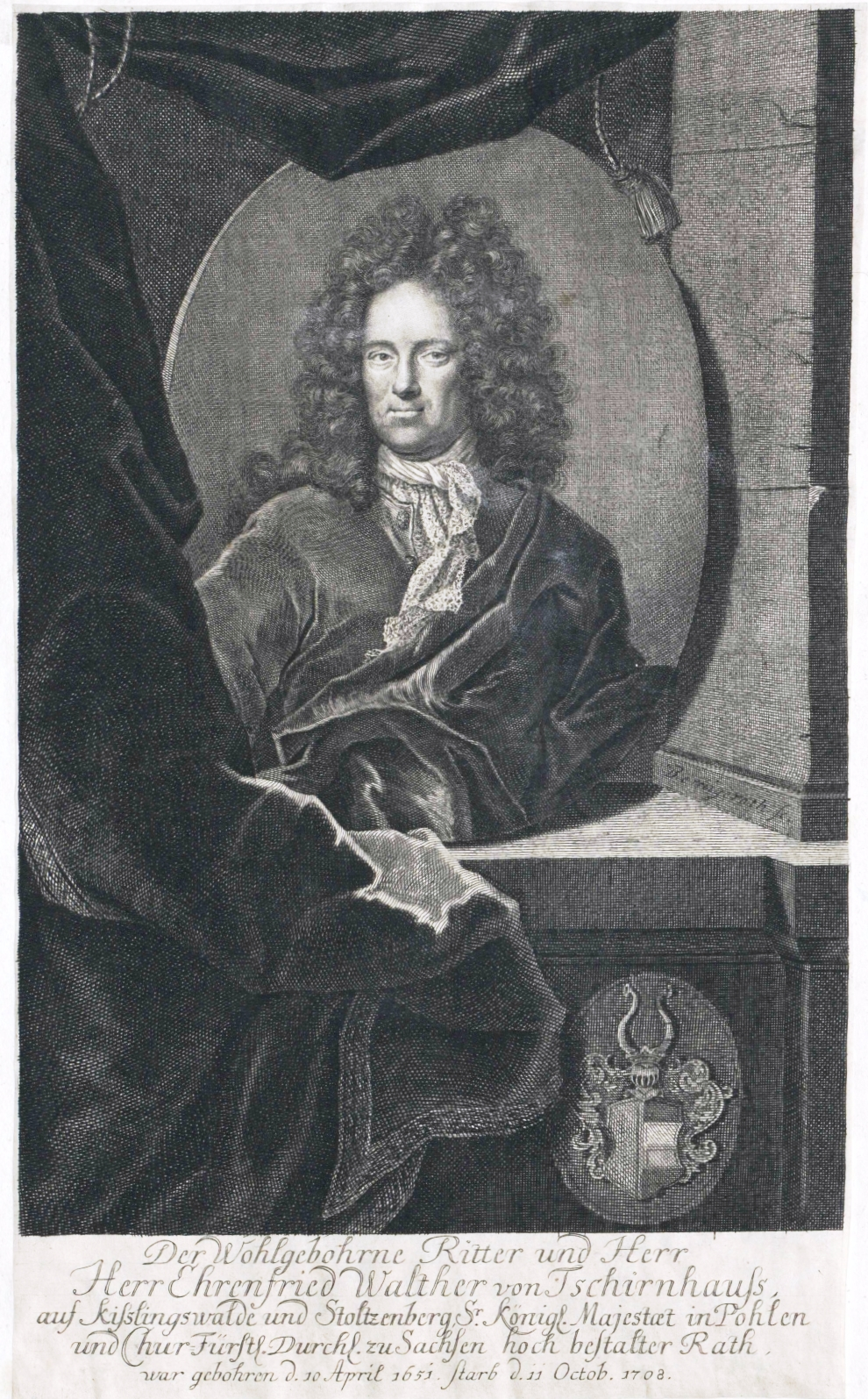
Ehrenfried Walther von Tschirnhaus, Stich von Martin Bernigeroth

Ehrenfried Walther von Tschirnhaus (auch Tschirnhauß, fälschlich Tschirnhausen; * 10. April 1651 in Kieslingswalde; † 11. Oktober 1708 in Dresden) war ein deutscher Naturforscher (Didaktiker, Mathematiker, Mineraloge, Philosoph, Physiker, Techniker, Vulkanologe) zu Beginn des Zeitalters der Aufklärung.
Die Schriften, der Briefwechsel und die physischen Objekte geben Aufschluss über die Arbeit und die Wahrnehmung seiner Person durch die Gelehrtenrepublik des 17. und 18. Jahrhunderts in Europa. Sein Denken basierte auf dem Cartesianismus. Seine Werke werden der Frühaufklärung zugerechnet. In der Anwendung und Vervollkommnung der Algebra als Methode der ars inveniendi sah Tschirnhaus eine universelle Methode zur wissenschaftlichen Erkenntnis. Bemerkenswert und umstritten sind die Schlüsse, die er unter Anwendung der propagierten Erkenntnismethode erzielte.

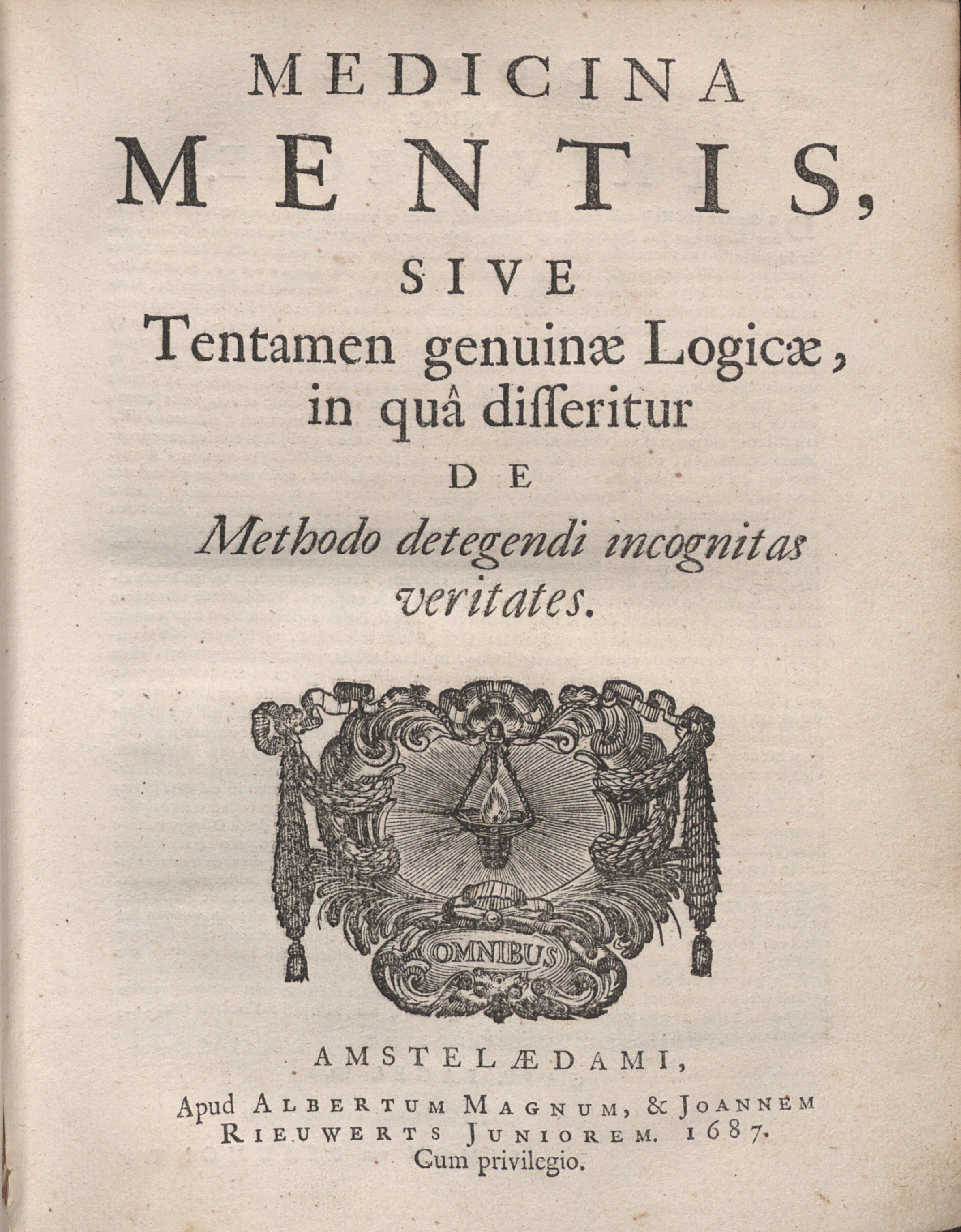
Medicina mentis (BEIC)

Die Ergebnisse seiner Forschung beförderten die Entwicklung labortechnischer Untersuchungsmethoden, die Materialforschung, das Gießerei- und Hüttenwesen und den optischen Gerätebau. Seine technologischen Innovationen befruchteten die weitere Entwicklung der sächsischen Manufaktur.

## Leben
Ehrenfried Walther von Tschirnhaus wurde als siebtes Kind, drei Jahre nach der Beendigung des Dreißigjährigen Krieges in der Markgrafschaft Oberlausitz geboren. Seine Mutter war Elisabeth Eleonore Freiin Achil von Stirling, sein Vater der kurfürstlich-sächsische Rat Christoph von Tschirnhaus. Nach dem Tod der Mutter 1657 wurde er von der Stiefmutter Anna von Nostitz großgezogen.

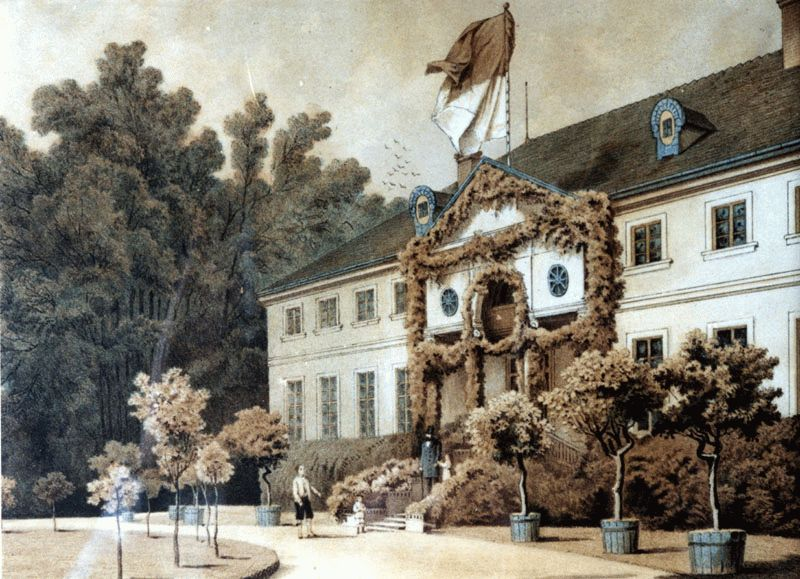
Gut Kieslingswalde bei Görlitz um 1870, Sammlung Alexander Duncker

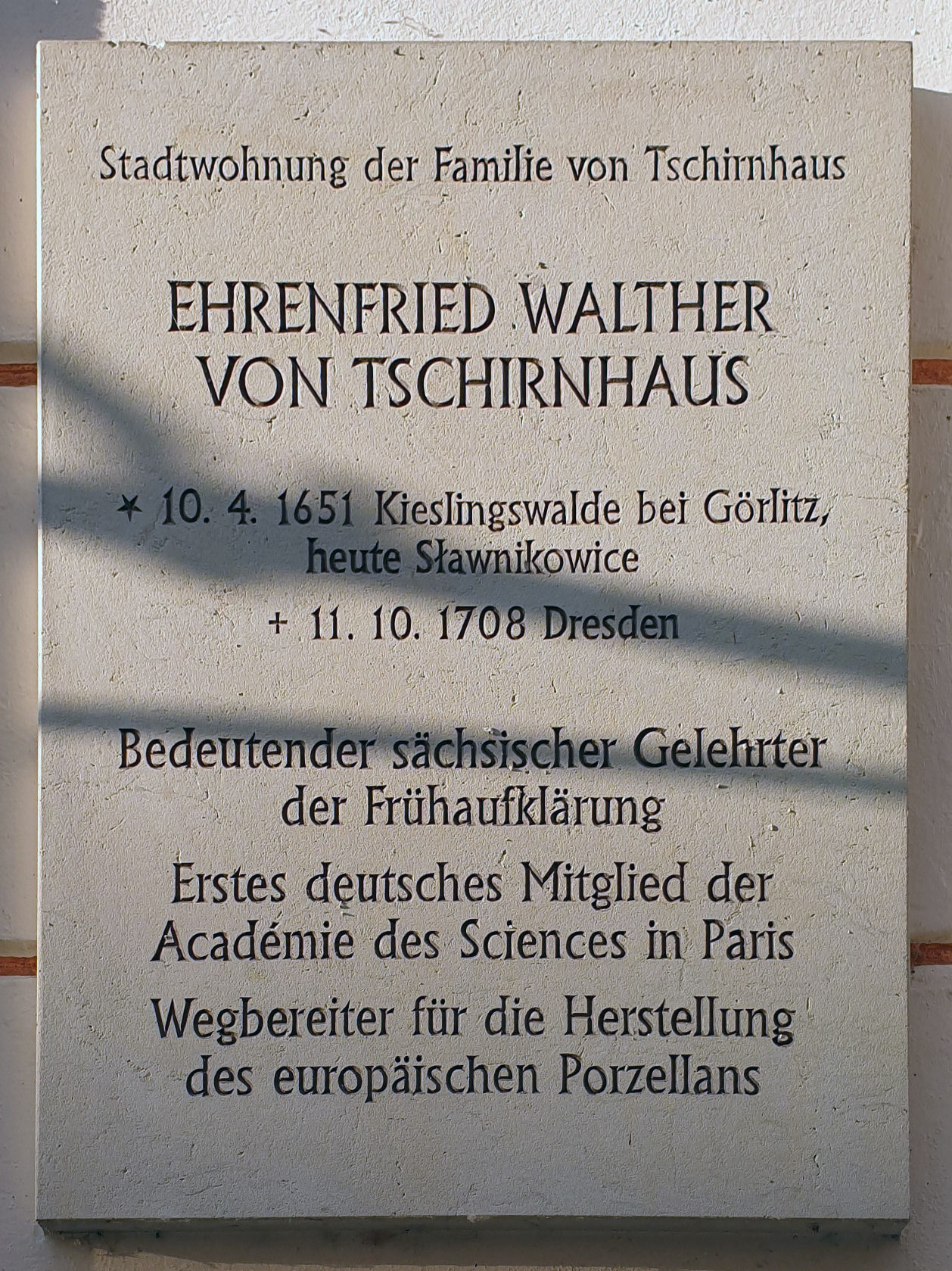
Gedenktafel an der Stadtwohnung der Familie von Tschirnhaus in Görlitz

Tschirnhaus wuchs in der von zahlreichen protestantischen Glaubensflüchtlingen aus Böhmen und Mähren geprägten Oberlausitz auf. Die unter den Kriegsfolgen leidende Region gehörte trotz der Verluste von etwa zwei Drittel der Einwohner zu den Regionen mit der höchsten Bevölkerungsdichte in Kursachsen. 1623 war diese vom Kaiser Ferdinand II. an den verbündeten protestantischen Kurfürsten Johann Georg I. verpfändet und 1635 an Kursachsen angegliedert worden.
Tschirnhaus erhielt durch Hauslehrer eine mathematisch-naturwissenschaftliche Ausbildung. Er besuchte die Schule von Nathanael Heer in Lauban und das Gymnasium der Stadt Görlitz. Die Geschichte der Stadt Görlitz, die dem Oberlausitzer Sechsstädtebund angehörte, war beeinflusst von der Kultur der utraquistischen Stände Böhmens. Offenbar beschäftigte sich Tschirnhaus bereits als Schüler mit den Arbeiten von Johann Heinrich Alsted, Johann Amos Comenius und kannte wahrscheinlich auch die Schriften Jakob Böhmes. Die Werke reformierter Theologen, die das Systemdenken des Barock vertraten, waren dem jungen Tschirnhaus ebenso bekannt wie die des Jesuiten Athanasius Kircher.

### 1669–1674 Studium in Leiden
Im Winter 1668 reiste er zum Studieren nach Leiden, erkrankte dort aber sofort am gerade grassierenden Fleckfieber. Wieder genesen schrieb sich Tschirnhaus am 8. Juni 1669 an der Universität Leiden zum Studium der Rechtswissenschaften ein. Sein Hauptinteresse galt jedoch der Mathematik, der Philosophie und der Physik. Er hörte beim Philosophen Arnold Geulincx und beim Mediziner de la Boe (Sylvius), der William Harveys Lehre vom Blutkreislauf lehrte. Bei Pieter van Schooten nahm er privat Mathematikstunden und wurde in die Lehren von René Descartes eingeführt, dessen begeisterter Anhänger er sein Leben lang bleiben sollte.
Ab 1672 nahm Tschirnhaus, wie viele seiner Studienkameraden, unter dem Kommando von Baron von Nieuwland für eineinhalb Jahre auf der Seite des niederländischen Statthalters Wilhelm III. von Oranien-Nassau an dem von Frankreich vorbereiteten und von England unterstützten Holländischen Krieg teil. In direkte Kampfhandlungen wurde er aber nicht verwickelt. Im Frühjahr 1674 beendete er sein Studium und kehrte nach Kieslingswalde zurück.

### 1675–1676 Bildungsreise nach England und Frankreich
Zum Jahreswechsel 1674 / 1675 begann Tschirnhaus seine Grand Tour. Die Stationen dieser Reise, die Tschirnhaus in die wissenschaftlichen Zentren Europas führten, prägten seine späteren Forschungsarbeiten. In den Niederlanden knüpfte Tschirnhaus an die während des Studiums geschlossenen Kontakte zu dem in Den Haag lebenden Baruch Spinoza an. Ausgestattet mit einem Empfehlungsschreiben Spinozas reiste er im Mai 1675 für drei Monate nach London. Er besuchte dort den Sekretär der Royal Society Henry Oldenbourg. Dieser vermittelte dem selbstsicher auftretenden Tschirnhaus Kontakte zu Robert Boyle und John Wallis, Denis Papin und Christopher Wren. John Collins beschreibt Tschirnhaus später gegenüber James Gregory, der wie Isaac Newton am Bau von Spiegelteleskopen arbeitet, als the most knowing algebraist in Europe. John Pell lehnte es sogar ab, sich mit Tschirnhaus über mathematische Fragen zu unterhalten, damit er nicht in den Verdacht komme, von ihm abgeschrieben zu haben.
Oldenbourg gab Tschirnhaus Empfehlungsschreiben für in Paris lebende Wissenschaftler. Dort angekommen, traf er Gottfried Wilhelm Leibniz und Christiaan Huygens, welcher ebenfalls in Leiden studiert hatte. Huygens war seit 1660 Mitglied der Royal Society. Wie Newton arbeitete er am Bau optischer Instrumente und forschte zu Fragen der Beugung, Brechung und Reflexion des Lichts, die später zum Bestandteil seiner Elementarwellentheorie werden. Tschirnhaus arbeitete auf Empfehlung Huygens zeitweise als Hauslehrer des französischen Finanzministers Colbert, dem Gründer der Pariser Akademie der Wissenschaften. Tschirnhaus unterrichtete Colberts Sohn in Mathematik, wobei er sich der lateinischen Sprache bedienen musste, da er kaum Französisch sprach. Er kam in Kontakt zu Antoine Arnauld, Nicolas Malebranche und Edme Mariotte. Im September 1675 ist er Teilnehmer von Schmelzversuchen, die mit einem Brennspiegel durchgeführt wurden.
An der Seite des von Johann Philipp von Schönborn nach Paris entsandten Leibniz arbeitete Tschirnhaus an Problemen der Algebra, daneben auch zur Geometrie und Zahlentheorie. Tschirnhaus war jedoch nicht gewillt, sich der von Leibniz entwickelten Infinitesimalrechnung anzuschließen. Er favorisierte eine anschauliche Methodik zur Behandlung geometrisch-algebraischer Sachverhalte. Diese auf dem Cartesianismus basierende Auffassung, als deren Vollender sich Tschirnhaus sah, enttäuschte die Erwartungen von Leibniz, die er an das mathematische Talent geknüpft hatte. Im Oktober entdeckt Tschirnhaus eine neue Gleichungsmethode, die Tschirnhaus-Transformation. Im November 1676 setzte Tschirnhaus seine Studienreise fort. Von Paris aus ging es zum Konstrukteur des Pariser Brennspiegels, dem Physiker François Villette in Lyon. Dort sieht Tschirnhaus weitere Brennspiegel und Experimente von Villette.

### 1677–1679 Studienreise nach Italien

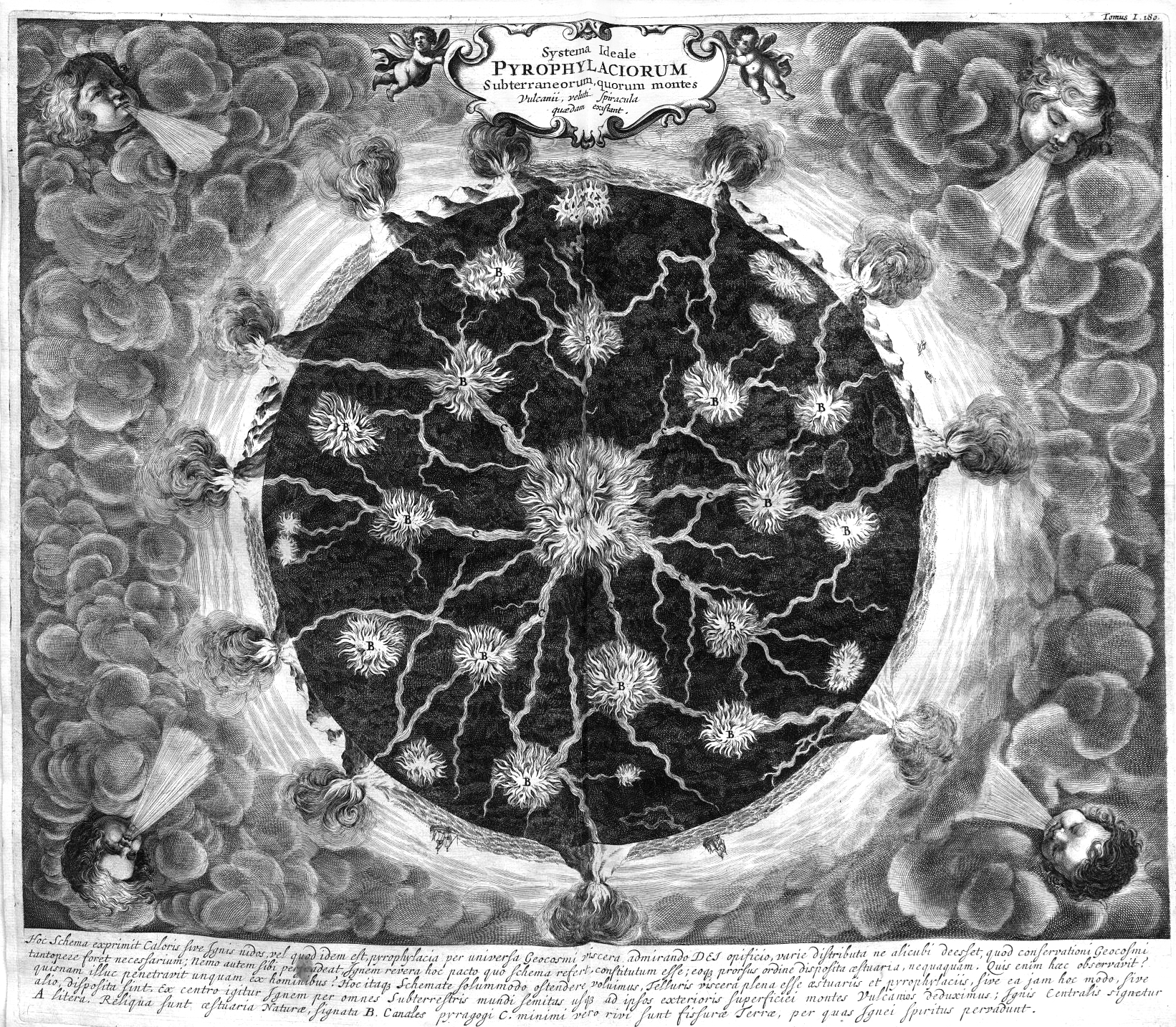
Kirchers Modell der unterirdischen Feuer, Illustration aus Mundus Subterraneus

Im Gefolge des schlesischen Grafen Nimptsch führte seine Reise von Lyon über Turin nach Mailand zu Manfredo Settala und dessen Sammlung von Instrumenten, zu der ein Brennspiegel von 119 cm Durchmesser gehörte. Nach den Stationen Venedig und Bologna erreichte er 1677 Rom. Tschirnhaus traf hier Giovanni Alfonso Borelli, den er zu Schleiftechniken befragte. Borelli war ein Schüler Michelangelo Riccis und Freund von Evangelista Torricelli und Athanasius Kircher. Letzterer hatte sechs Jahre zuvor in den Ars magna lucis et umbrae über antike Brennspiegel publiziert. Seine Arbeit Mundus subterraneus zur Vulkanologie stand unmittelbar vor dem Abschluss. Er war auch Gründer des Museum Kircherianum, der bedeutenden barocken Wunderkammer, die dem Collegium Romanum zu Lehrzwecken diente. Im April 1677 traf Tschirnhaus Kircher zum ersten Mal persönlich und empfing von ihm viele Anregungen.
Noch im Frühjahr 1677 reiste Tschirnhaus nach Neapel. Nach Studien am Vesuv setzte er die Reise über Palermo fort, um am Ätna und auf den Liparischen Inseln am Stromboli Untersuchungen zur Vulkanologie und dem vulkanischen Gestein Obsidian zu betreiben.
Nach einem Abstecher nach Malta reiste Tschirnhaus über Mailand und Genf wieder nach Paris, wo er zu Beginn 1679 eintraf. Dort erhielt Tschirnhaus Einblick in die abgeschlossene Arbeit von Huygens zur Wellenoptik, die heute als Huygenssches Prinzip bekannt ist. Er erlebte außerdem die Wirkungsweise eines neuen großen Brennspiegels Villettes. Im Spätsommer reiste er nach Leiden und arbeitete an der Veröffentlichung von Spinozas nachgelassenen Manuskripten mit. Über Hannover, wo er Leibniz besuchte, erreichte er im Oktober 1679 Kieslingswalde.

### 1679–1687 Entwicklung der Brennspiegel

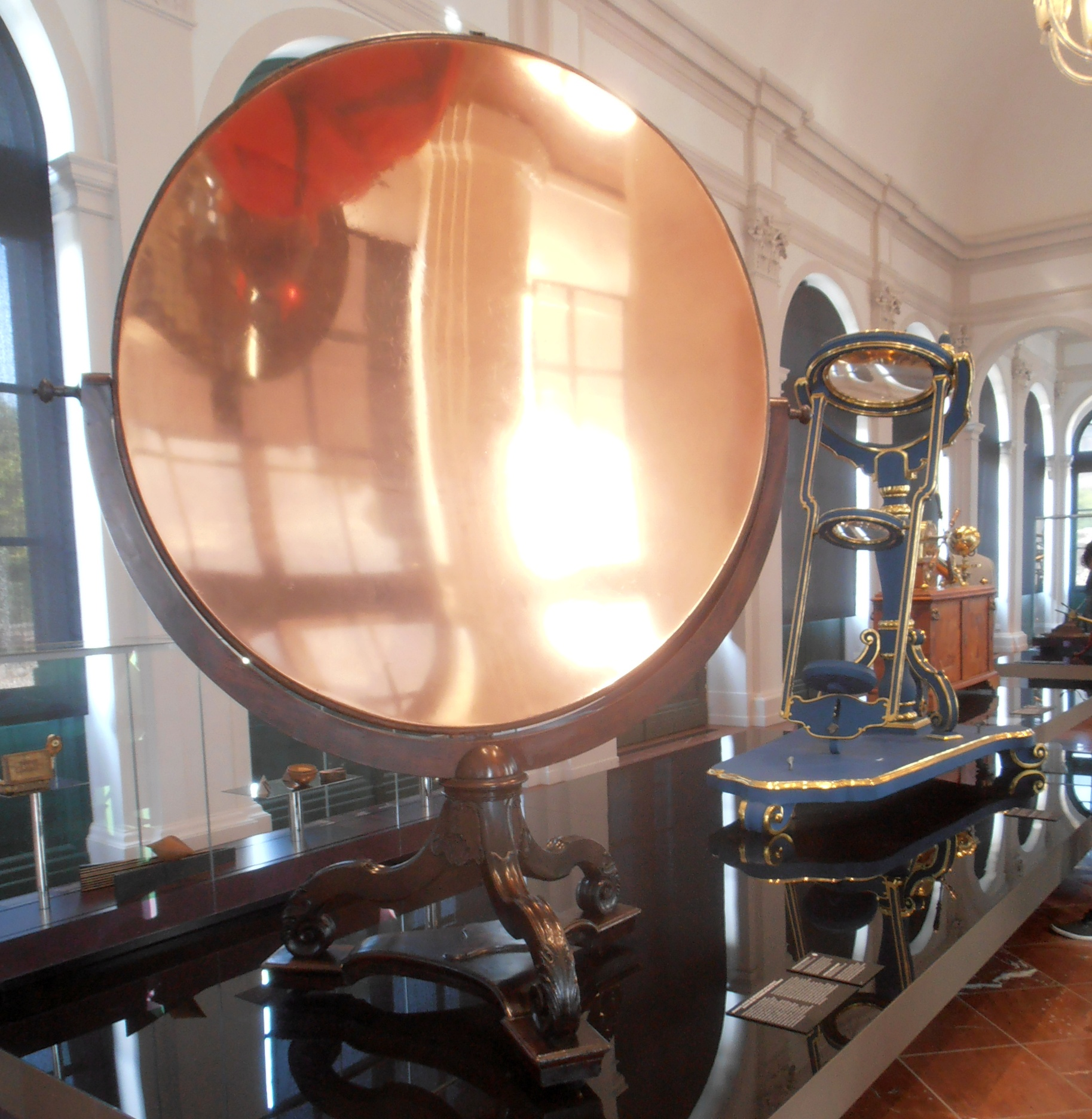
Sphärischer Brennspiegel von Tschirnhaus aus dem Jahr 1686 im Mathematisch-Physikalischen Salon in Dresden. Im Hintergrund steht einer seiner Brennlinsen-Apparate

Ab 1679 arbeitete Tschirnhaus zusammen mit dem Mechaniker Johann Hoffmann am Bau von Brennspiegeln. Tschirnhaus vereinfachte die Herstellung der bislang aus Metalllegierungen gegossenen Spiegel. Durch das Treiben vorgefertigter Bleche aus erzgebirgischen Kupferhämmern gelang die preiswerte Fertigung von Spiegelapparaten. Die Kupferkalotten waren leicht und im Anschluss gut polierbar. Im Reflexionsvermögen optimiert wurden die konkaven Hohlspiegel in kreisrund umlaufende Holzzargen eingelegt. Über einen Dreifuß aufgestellt, waren sie gut justierbar.
Ihr Ziel war es, mit den Gewinnen aus dem Verkauf der Instrumente zukünftige Forschungen und die Gründung einer naturwissenschaftlich-technischen Akademie in Kieslingswalde zu finanzieren. Dazu sollten auch zwischen 1681 und 1682 durchgeführte Reisen nach Paris helfen. Auf Empfehlung von Jean-Baptiste Colbert wurde Tschirnhaus am 22. Juli 1682 als académicien géomètre in die Académie des sciences aufgenommen. Den ersten Teil der 1686 veröffentlichten „Medicina mentis“ widmete er Ludwig XIV. Er erhoffte sich so, vom König eine Pension als Mitglied der Akademie zu erhalten. Beide Hoffnungen erfüllten sich nicht.
Neben Spinoza, Huygens und Oldenburg pflegte Tschirnhaus eine umfangreiche Korrespondenz zu Wegbereitern der Frühaufklärung wie Friedrich Hoffmann, Adam Rechenberg und Otto Mencke.
Tschirnhaus heiratete 1682 Elisabeth Eleonoren von Lest. Aus der Ehe gingen fünf Kinder hervor. Mit dem Tod des Vaters übernahm Tschirnhaus 1684 die Verwaltung des Gutsbesitzes, die er jedoch fast ganz seiner Frau überließ, während er sich wissenschaftlichen Arbeiten widmete. Die Ernennung zum Kanzler der neu zu gründenden Universität der Stadt Halle (Saale), die 1680 an das Kurfürstentum Brandenburg gefallen war, schlug Tschirnhaus ebenso aus wie die Mitwirkung am Aufbau von Manufakturen des Landgrafen Karl von Hessen-Kassel.
1687 fanden die Arbeiten an Spiegelapparaten einen Abschluss. Die Zahl der in Kieslingswalde gefertigten Brennspiegel ist nicht bekannt. Das mit deren Fertigung verbundene Ziel, wirtschaftliche Unabhängigkeit zu erlangen, erfüllte sich nicht. Die Instrumente fanden Verwendung in optischen, akustischen, medizinischen und materialtechnischen Experimenten. Darüber fanden sie als ästhetische und repräsentative Sammelobjekte Eingang in die Kunstkammer europäischer Fürstenhöfe. Die Arbeit an den Sonnenöfen ging über einen bloßen Nachbau und die Verbesserung der bestehenden Technik hinaus. Seine Brennspiegel und -gläser waren wesentlich für die folgenden Untersuchungen zur Porzellanherstellung, da er mit ihnen mit verhältnismäßig wenig Aufwand die erforderlichen hohen Temperaturen von 1400 °C erreichen konnte.

#### Exkurs: Porzellanhandel und europäische Imitate
Eine Anregung dafür ging von der Studienzeit im Zentrum holländischer Fayenceproduktion aus. Die seit dem 13. Jahrhundert nach Europa gelangten Porzellane waren ab 1516 vermehrt über Macau und Nagasaki nach Lissabon, im 17. Jahrhundert fast ausschließlich über Holland eingeführt worden. Der wirtschaftliche Erfolg der Importe der Vereenigde Oostindische Compagnie von schätzungsweise 12 Millionen Stück chinesischem Porzellan der Ming-Dynastie und japanischem Porzellan der Edo-Zeit war auch für Tschirnhaus offenkundig.
Infolge der Reisebeschreibungen „Il Milione“ von Marco Polo waren Versuche unternommen worden, Qingbai-Porzellan auch in Europa herzustellen. Die dabei entwickelten Ersatzstoffe entstanden im Prozess der Glas- oder als Fayenceproduktion. In der Republik Venedig wurde im 15. Jahrhundert in Murano das Lattimo hergestellt. Dieses opake Glas entstand durch die Beimischung von Knochenasche, Beinglas oder Zinnoxid als Trübungsmittel und imitierte Porzellan. Während in Faenza, das südöstlich von Bologna der Republik Venedig angehörte im 16. Jahrhundert das Bianchi di Faenza gefertigt wurde. Im Unterschied zum Beinglas wurde dieses aus Keramik hergestellt. Um die nach dem Brand vom Porzellan verschiedene Farbe zu kaschieren und einen für die Dekoration geeigneten Malgrund zu erreichen, musste es mit einer Zinnglasur überzogen werden. Daher sah Porzellan ansprechender aus als die dickwandigeren Fayenceprodukte.

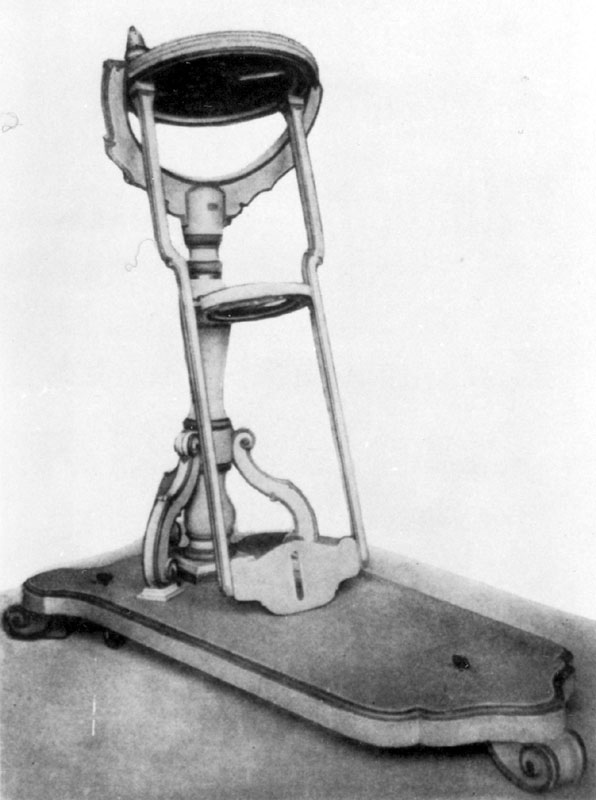
Größter Brennlinsen-Apparat von Tschirnhaus (Höhe 2,23 m)

### 1687–1692 Entwicklung der Linsenapparate
Tschirnhaus konzentrierte sich ab 1687 auf die Entwicklung größerer gläserner Brennlinsen. Eine Voraussetzung dafür war die Herstellung großer Glasstücke, deren Qualität technischem Glas genügte. Die Arbeiten erfolgten unter Mitwirkung des Chemikers Friedrich Schmied. Gewonnene Erfahrungen beim Schleifen von Brennspiegeln flossen in die anschließende Bearbeitung der Linsen ein. Durch die Zusammenfassung zu Kollektivlinsen erreichte Tschirnhaus eine Erhöhung der Energiekonzentration im Brennpunkt. Dabei stellte Tschirnhaus auch mathematische Untersuchungen über den Verlauf der Lichtstrahlen in Brennlinsen und -spiegeln an (Einhüllende der reflektierten Strahlen, die sogenannte „Katakaustik“).

### 1692–1697 Verbesserung von Glasguss und Schleiftechnik
Neben dem Laboratorium standen der Forschungsarbeit in Kieslingswalde drei Glashütten und eine Schleifmühle zur Verfügung. Im Austausch mit dem aus Wittenberg stammenden Leipziger Universitätsprofessor Martin Knorr konnten Verbesserungen der Schleiftechnologien erprobt werden und optische Instrumente in Einzelfertigung entstehen. Während viele der Gussversuche in der zwischen 1692 und 1712 bestehenden Glashütte in Pretzsch bei Wittenberg durchgeführt wurden, unterlag der Prozess des Schleifens in Kieslingswalde strenger Geheimhaltung.
Tschirnhaus veröffentlichte 1691 in der in Leipzig erscheinenden wissenschaftlichen Zeitschrift Acta Eruditorum Ergebnisse der neuen Glasgussmethode und beschrieb die Wirkung der Brenngläser. Im gleichen Jahr gelangte in Frankreich das Gießverfahren zur Herstellung von größeren Flach- und Spiegelgläsern zur technologischen Reife. An der Entwicklung des Verfahrens hatten seit 1687 Abraham Thewart und der Hüttendirektor der Manufactures des Glaces et des Produits Chimiques de St. Gobain, Chauny et Circy à Paris Louis-Lucas de Néhou gearbeitet.
Die Glasqualität konnte nach 1687 verbessert werden und ermöglichte die Fertigung optischer Gläser in größerem Umfang. Bisherige Produkte heimischer Hütten oder der Leipziger Messe waren aufgrund von Abbildungsfehlern aus Verunreinigungen, farblichen Mängeln und ihrer Bearbeitungseigenschaften während des Schliffs weitestgehend ungeeignet.
Ab 1692 trat Tschirnhaus in den Dienst von Johann Georg IV. Er wurde zum Kgl. Polnischen Kurfürstl. Sächsischen Rath und Leiter der kurfürstlichen Laboratorien ernannt und trat in die Nachfolge des Alchimisten und Glasmachers Johann Kunckel. Dieser war bis 1677 unter Johann Georg II. im Labor tätig gewesen und gilt als Erfinder des Goldrubinglases. Die Ernennung erfolgte aufgrund seiner wissenschaftlich-technischen Leistungen und ermöglichte die Finanzierung weiterer Forschungen. Auch der Regierungsantritt des Bruders von Johann Georg, Kurfürst Friedrich August I. hatte anfangs keine größeren Änderungen am Status von Tschirnhaus zur Folge.
1693 verlor Tschirnhaus seine Ehefrau, mit der er fünf Kinder hatte, und einen Sohn. Die 1693 begonnenen Schmelzversuche geschlämmter Ton- und Lehmarten könnten bereits der Findung von Porzellan gedient haben. 1694 deutete er Leibniz gegenüber die Entwicklung einer neuen Schleifmaschine an, mit der sehr kleine und große lentes Opticas für den Einsatz in Perspective gläßer und Brenngläsern hergestellt werden können. Er beschrieb die Wirkung neuer Zuschlagsstoffe auf die Glasfertigung und die Wirkung der Linsen bei Schmelzproben. Zwei Reisen 1694 nach Hannover zu Leibniz dienten dem Ziel, Abnehmer für seine Produkte zu finden. Eine größere Bekanntheit erlangten seine perfektionierten Instrumente durch die Versuche der italienischen Wissenschaftler Giuseppe Averani und Cipriano Targioni 1695 in Florenz.

#### Exkurs: Staats- und Wirtschaftspolitik nach 1694
Die ökonomische Stärke in Kursachsen war Resultat reicher Erträge des sich seit der zweiten Hälfte des 12. Jahrhunderts entwickelnden Bergbaues. Trotz des Verfalls der Silberpreise im 17. Jahrhundert durch Gold- und Silberimporte aus amerikanischen und japanischen Minen und der geringeren Gewinne aufgrund erschwerter Abbaubedingungen war der Bergbau Ursache dafür, dass hier die Folgen des Dreißigjährigen Krieges schneller als in anderen Staaten des Heiligen Römischen Reiches Deutscher Nation überwunden wurden. Im Umfeld des Bergbaues hatten sich eine Vielzahl von Handwerks- und Gewerbezweigen herausgebildet und die Entwicklung der Produktionsmittel und Produktivkräfte gefördert.
Durch die Verlagerung der Handelswege wurden im 17. Jahrhundert die kapitalkräftigen süddeutschen Kaufleute weitgehend von oberdeutschen und hanseatischen verdrängt. Darüber hinaus begann sich auch in Kursachsen eine dem französischen Vorbild folgende landesherrlich gelenkte staatliche Wirtschaftsförderung zu etablieren. Die unter Johann Georg III. begonnenen Reformen, wie die Festlegung des Leipziger Münzfuß im Münzvertrag mit Brandenburg-Preußen und dem Herzogtum Braunschweig-Lüneburg wurden weitergeführt.
Mit August II. war Kursachsen 1696 durch den Erwerb der Krone der polnisch-litauischen Adelsrepublik in den Rang eines Königreiches aufgestiegen. Diesem Statusgewinn folgten die Bestrebungen Augusts II., den Staat nach dem Vorbild Frankreichs in absolutistischer Form zu organisieren. Die Reformen waren auf Zentralisierung und Vereinheitlichung der Behördenstrukturen ausgerichtet. Die Einrichtung eines General-Revisionskollegiums, das die Steuerverwaltung prüfte, schuf die Grundlagen für steuerliche Reformen, die 1707 zur Einführung der Generalkonsumptionsakzise führten. Die Förderung einer merkantilistischen Wirtschaftspolitik führte zur Stärkung des Binnenmarktes.
Die Unkenntnis volkswirtschaftlicher Zusammenhänge führten dazu, insbesondere Geldabflüsse von Verlagen einzudämmen. Als wirksame Maßnahme wurde die Gründung von Manufakturen erachtet, die Ausfuhren billiger Rohstoffe und unveredelter Halbfabrikate begrenzen sollten. Die 1698/99 in Leipzig gegründete Depositenbank sollte dafür einen Teil des benötigten freien Kapitals bereitstellen.
Ab 1696 bemühte sich Tschirnhaus bei König August II. um Mittel für den Aufbau von Glashütten und einer Porzellanmanufaktur. Während dieser Zeit wurde Tschirnhaus mit der Untersuchung und Bestandsaufnahme sächsischer Mineralien beauftragt, um aller Orten in Sachsen die Edelsteinbrüche von Jaspis, Achat, Amethysten, Topasen visitiren solle.

### 1697–1700 Gründung von Glasmanufakturen
Ab 1697 wurde die Constantin Fremel gehörende Hütte in Pretzsch durch die Kurfürstin übernommen. Mit der Leitung der Ostrahütte in Dresden und der Glashütte in Glücksburg nahe Wittenberg wurden Tschirnhaus betraut. Wie in niederländischen und französischen Manufakturen wurde das System des Stücklohns eingeführt, das den üblichen Zeitlohn ablöste.
Auf der Friedrichstädter Ostrawiese an der Weißeritz errichtete er eine Schleif- und Poliermühle, die er mit selbstentwickelten Maschinen bestückte. In ihr wurden die geförderte Edelsteine und ab 1700 auch Erzeugnisse der kursächsischen Glashütten verarbeitet. Im Jahre 1706 wurde diese Mühle auf Befehl des Gouverneurs von Dresden abgerissen, da man gegen die anrückenden Schweden ein freies Schussfeld brauchte.
Um 1700 veröffentlicht Tschirnhaus eine weitere philosophisch-pädagogische Schrift für den Unterricht an höheren Schulen. In der Gründliche Anleitung zu nützlichen Wissenschaften betonte Tschirnhaus wiederum die Wichtigkeit einer soliden Ausbildung in der Mathematik und den Naturwissenschaften.

### 1701–1702 Handels-, Vortrags- und Forschungsreise nach Paris
Eine weitere Reise im Winter 1701 führte Tschirnhaus über Holland nach Paris. Die Reise diente dem Absatz von Glas, Halbedelsteinen und Produkten der Blaufarbenwerke sächsischer Manufakturen. Tschirnhaus besuchte dabei Fayencemanufakturen in Delft, deren Erzeugnisse als porceleyne bezeichnet wurden. Über die Manufacture Saint-Cloud Saint-Cloud führte sein Weg nach Paris. Die Manufaktur war 1666 von Claude Reverend gegründet worden und wurde 1701 von Henri Charles Trou geführte. Um 1670 war es Pierre I. Chicaneau gelungen, Weichporzellan (Frittenporzellan) herzustellen und ab 1670 wurde dieses zur Dekoration des Trianon de Porcelaine in Versailles verwendet.
In Paris besuchte Tschirnhaus die Académie des Sciences. Seit 1699 war sie als Académie royale im Louvre angesiedelt. Bedingt durch die finanziellen Schwierigkeiten nach den gescheiterten Reunionskriegen war auch diese von Colbert gegründete Institution Gegenstand administrativer Reformen gewesen. Im Januar 1702 rechtfertigte Tschirnhaus hier ein letztes Mal öffentlich seine wissenschaftliche Arbeit.
Wie in der 1695 in zweiter Auflage erschienen Medicina mentis, in der er exemplarisch die Untersuchung zum Vulkanismus zur Darstellung seiner Erkenntnismethode benutzte, diente die Darstellungen des Themas der generatio curvarum per focus im Vortrag die Aspekte seiner Methode der ars inveniendi zu verdeutlichen. Für Tschirnhaus hatte sich die Methode durch Anschaulichkeit und durch Einfachheit im Gebrauch auszuzeichnen. Die als Alternative von Tschirnhaus vorgeschlagene Methode blieb jedoch in ihrer Universalität hinter der von Leibniz entwickelten Infinitesimalrechnung zurück. Am 5. Februar 1702 kehrte Tschirnhaus nach Kursachsen zurück. Vier Tage darauf vermählt er sich mit Elisabeth von der Schulenburg zu Mühlbach.

#### Exkurs: Politische und wirtschaftliche Situation nach 1700
Nach 1702 verschlechterte sich die Lage Kursachsens dramatisch. Der von August II. gegen Schweden begonnene Große Nordische Krieg zur Neuordnung der Machtverhältnisse im Ostseeraum geriet diesem völlig aus der Hand.
Ab 1702 besetzen die Schweden polnisches Territorium und nach der Eroberung von Thorn war die militärische Position Kursachsen aussichtslos. Aufgrund der verheerenden Folgen des Krieges spaltete sich der polnische Adel und die Konföderation von Warschau wählte 1704 Stanislas Leszczynski zum neuen polnischen König. Karl XII. sicherte die Wahl. Nachdem am 3. Februar 1706 das sächsisch-polnische Heer bei Frauenstadt vernichtet wurde, besetzte die schwedische Armee Kursachsen. Daraufhin unterzeichnete der Geheime Rat im Altranstädter Frieden den Friedensschluss mit Schweden. Jeglicher Mittel beraubt erkannte August II. den Vertrag am 31. Dezember 1706 an.
Zur Abwendung der unmittelbaren Zahlungsunfähigkeit übermittelte Peter I. 1705 seinem Bündnispartner 13.000 Rubel. Die Zerstörungen und Plünderungen ruinierten Tschirnhaus und der De-facto-Bankrott Kursachsen erschwerte die 1694 begonnenen Reformen und die weitere Forschungsarbeit.

### 1701–1708 Porzellanforschung

#### 1701–1703 Das KollegiumContuberniumund wieder Glas
Johann Friedrich Böttger war 1701 von Berlin nach Wittenberg geflohen und hier, nach einem Auslieferungsgesuch von König Friedrich I. in Preußen, durch August II. nach Dresden gebracht worden. Nach Gründung des Kollegium Contubernium durch August II. arbeitete der Alchemist unter der Aufsicht von Michael Nehmitz an der Herstellung von Gold. Wahrscheinlich begegnete Tschirnhaus dem von Johann Kunckel inspirierten Böttger erstmals März 1702.
Offenbar war auch Tschirnhaus die Herstellung von Porzellan zu diesem Zeitpunkt noch nicht bekannt. Wilhelm Homberg gegenüber konnte er nur die bereits seit langem bekannte Zusammensetzung und 1665 abermals in Amsterdam publizierten Berichte des holländischen Botschafters in Madagaskar und Vertreter der Verenigde Oostindische Compagnie Joan Nieuhof bestätigen. Eine geforderte Probe seines Leibniz gegenüber erwähnten Porzellans hatte er diesem am 12. Oktober 1694 übersandt.
Offenbar dienten Tschirnhaus die  Glasschmelzöfen der Dresdner Glas Fabrique Neuostra sowohl der Herstellung von Glas wie auch der Forschung und Entwicklung neuer keramischer Materialien. 1704 wurde hier das opake rotbraun marmorierte Tschirnhausglas entwickelt, das nach 1713 in größeren Mengen gefertigt wurde und farbliche Parallelen zu Lackarbeiten aufweist.

#### 1704–1705 Fayence und Steinzeugherstellung
1703 floh Böttger nach Österreich. Der anschließenden Auslieferung folgte die Inhaftierung auf dem Königstein. 1704 wurden Tschirnhaus und Gottfried Pabst von Ohain mit der Beaufsichtigung der Arbeiten Böttgers in Dresden betraut. Diese wurden 1705 auf der Albrechtsburg in Meißen fortgesetzt. Die Versuche dienten der Porzellanerfindung. 1705 gelang die Nachahmung weiterer keramischer Produkte. Die Herstellung von ziegelrotem Steinzeug, dem Jaspisporzellan, das als Böttgersteinzeug bekannt wurde, war in Delft nach 1678 von Ary Jausz de Milde nach dem Vorbild des chinesischen Tee-Steinzeugs, der Yixing-Ware, nachgeahmt worden. Aufgrund dieser Entwicklung entstand 1706 die erste Fayencemanufaktur für Erzeugnisse Delfter Fayence in Dresden.

#### 1705–1707 Porzellan
Ab diesem Zeitpunkt wurden die Forschungen in drei getrennten Laboren fortgesetzt. Böttger verblieb in Meißen, während Tschirnhaus im sogenannten Dresdner Goldhaus, dem für Böttger eingerichteten Labor zur Goldherstellung im Residenzschloss, arbeitete und Ohain im Pragerschen Vorwerk in Freiberg.
Eines der Ergebnisse dieser Arbeiten war die Verbesserung der Ofentechnologie unter der Leitung des Bergrates Gottfried Pabst von Ohain. Tschirnhaus hatte bereits in den 1690er Jahren in der eigenen Glashütte in Kieslingswalde begonnen, diese schrittweise zu verbessern. Für die technische Anwendung war neben einem ökonomischen Betrieb eine lange Lebensdauer unabdingbar. Darüber hinaus mussten Öfen, die der Porzellanherstellung dienen sollten, höhere Temperaturen erzeugen und diesen standhalten und einen gleichmäßigen und kontrollierten Brennvorgang bei kontinuierlicher Beschickung ermöglichen. An dieser Entwicklung waren ab 1706 die Freiberger Hüttenleute und Bergknappen David Köhler, Samuel Stöltzel, Johann Georg Schubert und Paul Wildenstein beteiligt. Weiteres Wissen brachten der Freiberger Ofenbauer Balthasar Görbig und Andreas Hoppe ein.
Damit war ein weiterer Schritt zur Entwicklung des ersten europäischen Hartporzellans geglückt. Aufgrund der Besetzung von Kursachsen und Belagerung Dresdens durch schwedische Truppen wurde Böttger von Meißen erneut für ein Jahr auf die Festung Königstein verbracht. Nach dem Abzug Karls XII. im Herbst 1707 fanden die Versuche in den Gewölben der nördlichen Befestigungsanlagen Dresdens, der Jungfernbastei, in einem neu eingerichteten Laboratorium ihre Fortsetzung. Ende Dezember 1707 gelang Böttger mit Bey Hülffe von Tschirnhaus erstmals die Herstellung eines Gefäßes aus Hartporzellan. Im selben Jahr starb Sophie, die zweite Ehefrau von Tschirnhaus. Zu diesem Zeitpunkt waren bereits die beiden aus der Ehe hervorgegangenen Kinder gestorben.
Neben der Materialzusammensetzung war die Kenntnis des Sinterungsprozesses und deren sichere Beherrschung Voraussetzung zur Herstellung von Porzellan. Erst dadurch konnte man an eine serielle Fertigung denken. August II. ernannte Tschirnhaus zum Geheimen Rat und Direktor der zu gründenden Manufaktur und verfügte, „daß wir dem Herrn von Tschirnhausen 2561 Thaler haben auszahlen lassen“. Von Tschirnhaus allerdings bat, diesen Titel erst nach Anlaufen der Fertigung führen zu dürfen.
Am 11. Oktober 1708 starb Ehrenfried Walther von Tschirnhaus an den Folgen der Ruhr im Fürstenbergschen Haus in Dresden. Er wurde vier Tage später in der Kirche von Kieslingswalde beigesetzt. Die Totenfeier fand am 28. Dezember 1708 statt. Bernard le Bovier de Fontenelle verfasste den Nachruf der Académie des sciences und der Bruder Georg Albrecht von Tschirnhaus errichtete 1709 eine Gedenktafel am Grab. 1710 nahm die Porzellanmanufaktur Meißen ihren Betrieb auf.
Die Gedenktafel des Ehrenfried Walther von Tschirnhaus hatte folgenden Wortlaut:

„Dem vornehmen und edlen Manne Herrn Ehrenfried Walther von Tschirnhaus Erbherrn auf Kieslingswalde und Stoltzenberg, Königlich Polnischem und Kurfürstlich Sächsischem Rat, Mitglied der Königlichen Akademie zu Paris, dem Fürsten der Philosophen, Naturforscher und Mathematiker seiner Zeit, der um der höheren Studien willen sechsmal Belgien, viermal Frankreich, einmal England, Italien, Sizilien und Malta in zwölfjährigen Reisen wißbegierig durchwanderte, die Kunst, die Wahrheit zu finden und für die Gesundheit zu sorgen, entdeckte, zur Unterstützung der Optik als erster überaus große Glaslinsen erfand, Jaspamethyste und Jasponyxe ebenso mit eigenen Maschinen schnitt und was die Gegenwart anstaunt, die Zukunft bewundern wird, der als erster Europäer die Methode der Herstellung durchsichtigen Porzellans jeder Farbe erfand, so daß es das Geschirr der Inder an Glanz und Härte übertraf, dem Ritter, der durch seine Verdienste um den Hof, die gemeinnützigen Wissenschaften und das Vaterland sich einen unsterblichen Namen erwarb, geboren am 10. April des Jahres 1651, gestorben am 11. Oktober 1708, dem schmerzlich vermißten Bruder setzte in Pietät dieses Denkmal sein einziger, tiefbetrübter Bruder Georg Albrecht von Tschirnhaus, Erbherr auf Oberschönfeld und Hartlieb.“

## Werk

### Versuch der Gründung einer Akademie
Die ersten Anregungen zur Gründung einer Akademie gründen sich auf den Austausch mit Spinoza während der Studienzeit in Holland. Gemeinsam mit Leibniz stritt er für die Errichtung einer Akademie der Wissenschaften in Kursachsen. Im Gegensatz zu Leibniz, der alle Societäten in einer Akademie mit universeller Ausrichtung zu versammeln suchte, favorisierte Tschirnhaus die mathematisch-naturwissenschaftlichen Disziplinen. Auf seinem Gut in Kieslingswalde unterhielt Tschirnhaus einen Mitarbeiter-Kreis, der zur Keimzelle der Akademie werden sollte. Unter ihnen befand sich von 1695 bis 1697 auch der dänische Mathematiker Georg Mohr.
Die Gründung einer sächsischen Akademie nach den Vorbildern der 1660 in London gegründeten Royal Society und der 1666 in Paris gegründeten Académie des sciences de l’Institut de France scheiterte. Gründe dafür waren finanzielle Schwierigkeiten in der Folge des Großen Nordischen Krieges. Leibniz indes gelang 1700 die Gründung der Kurfürstlich Brandenburgische Societät der Wissenschaften in Berlin. Damit fielen auch Anregungen von Tschirnhaus auf fruchtbaren Boden.

### Die Ars inveniendi als die Methode der Philosophie
Als Schüler des cartesianischen Rationalismus sah Tschirnhaus die Strukturwissenschaft Mathematik und in ihr das Teilgebiet der Allgemeinen Algebra als Mittel und Methode der ars inveniendi. In dieser Kunst der Entdeckungen, glaubte Tschirnhaus die wahre Philosophie erkannt zu haben und durch sie versprach er sich universellen Erkenntnisgewinn für die anderen Bereiche der Naturwissenschaft. Bereits Francis Bacon, der Wegbereiter des Empirismus, hatte dies in ähnlicher Form im Novum Organum formuliert. Tschirnhaus suchte jedoch nach einer Fortsetzung des von Descartes begründeten Rationalismus. Er fand seinen Weg in der Synthese der Empirie Bacons und des Rationalismus Descartes.
Im Ungleichgewicht der Wertung beider lag die Schwäche von Tschirnhaus. Die Überschätzung der mathematisch angelegten Erkenntnismethode ohne ausreichende empirische Kenntnisse der Kausalität aller Einzelfaktoren war Ursache, dass Tschirnhaus immer wieder zu Schlüssen gelangte, von denen er annahm, in ihnen universelle Lösungen gefunden zu haben. Beispiele dafür sind die Tschirnhaus-Transformation, wie auch die Erläuterungen zur Ursache des Vulkanismus. Beide erwiesen sich nicht als universell verallgemeinerbar, sondern waren als Spezialfall nur bedingt wahr oder als ein verkürzter Schluss falsch.
Seine Philosophie war auf das Erfinden ausgerichtet, was auch der Titel seines Hauptwerkes Medicina Mentis, sive Artis Inveniendi praecepta generalia widerspiegelt. Unter Vermeidung des Begriffes Philosophie, den er durch Medicina ersetzte, verband sich für Tschirnhaus damit eine Philosophie als Praxis, deren Hauptziel es sein sollte, als angewandte Wissenschaft zu dienen.
Seine darin aufgestellten Positionen bezogen sich auf bereits von Descartes formulierte Regeln und es kann darüber gestritten werden, ob die bereits nach 1682 niedergeschriebene und 1686/1687 publizierte Methode aus eigener praktischer Erprobung entwickelt wurde oder zu diesem Zeitpunkt nur eine Behauptung von Tschirnhaus war.
Aus der dritten Regel des Selbstvollzugs des Denkens als proprio Marte, eines Jeden aus eigenem Antrieb, mit eigener Kraft und eigenem Willen – ohne blindes Wiederholen von Gemeinplätzen (Loci Communes), in dem sich Tschirnhaus klar von der Methode der Humanisten der frühen Neuzeit abgrenzt, leitet er seine vierte Regel ab.
Er bestand auf dem didaktischen Prinzip der Anschaulichkeit und auf einer auf die Vereinfachung ausgerichtete Methode. Dieser Grundgedanke bestimmte auch das 1700 publizierte Buch Gründliche Anleitung zu nützlichen Wissenschaften […], das er auf Veranlassung von Christian Weise und der pietistischen Pädagogen Philipp Jacob Spener und August Hermann Francke veröffentlichte. Auch bei Leibniz, dessen einfachere Methode der Infinitesimalrechnung sich gegenüber der von Isaac Newton durchsetzte, erntete er dafür großen Zuspruch.
Tschirnhaus wurde lange Zeit zu Unrecht nicht zur ersten Reihe der Philosophen des ausgehenden Barock gezählt. Der Austausch insbesondere zwischen Spinoza, Leibniz, Johann Christoph Sturm und Christian Wolff war von seinen Denkansätzen beeinflusst. Erst zum Beginn des 20. Jahrhunderts wurden seine philosophischen und methodischen Arbeiten erneut Gegenstand von Untersuchungen und in den Schriften von Johannes Maria Verweyen, Ernst Cassirer zu Erkenntnisproblemen oder zur Logik von Wilhelm Risse neu behandelt.

### Mathematik

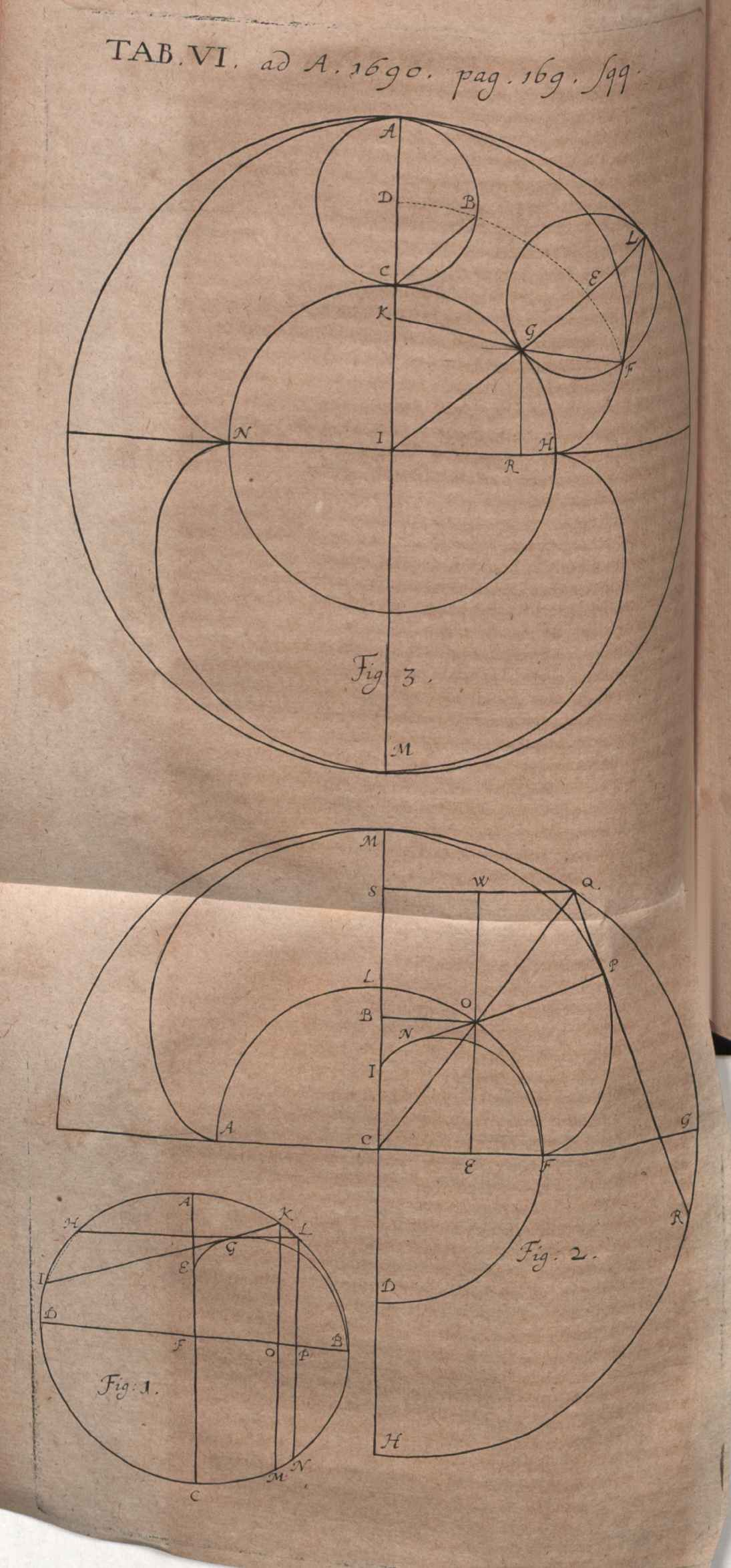
Acta Eruditorum, 1690

In Paris arbeitete Tschirnhaus mit Leibniz, der kurze Zeit vorher den Infinitesimalkalkül entwickelt hatte, an Problemen der Geometrie und Zahlentheorie. Tschirnhaus entdeckte kurz darauf einen Weg, der zur Lösung kubischer Gleichungen diente, und glaubte dadurch, eine universelle Möglichkeit zur Auflösung von Gleichungen n-ten Grades gefunden zu haben. Dabei wird die Gleichung n-ten Grades
{\displaystyle \qquad a_{n}x^{n}+a_{n-1}x^{n-1}+\cdots +a_{1}x+a_{0}=0}
durch Transformation (Tschirnhaus-Transformation) auf eine neue Variable y der allgemeinen Form
{\displaystyle \qquad y=b_{n-1}x^{n-1}+b_{n-2}x^{n-2}+\cdots +b_{1}x+b_{0}}
mit Koeffizienten
{\displaystyle b_{n-1},b_{n-2},b_{n-3},\ldots ,b_{1},b_{0}\,}
auf eine Gleichung n-ten Grades in y gebracht, in der durch geeignete Wahl der {\displaystyle b_{i}} bis zu drei der nächsthöheren Potenz-Terme eliminiert werden können. Beispielsweise kann die allgemeine Gleichung fünften Grades damit immer auf eine Gleichung der Form
{\displaystyle \qquad y^{5}+c_{1}y+c_{0}=0}
gebracht werden. Tschirnhaus meinte ursprünglich fälschlicherweise, damit jede Gleichung n-ten Grades auf eine solche der Form
{\displaystyle \qquad y^{n}-c=0}
transformieren zu können (was bei der kubischen Gleichung auch funktionierte), und publizierte dies trotz Warnungen von Leibniz in den Acta Eruditorum von 1683. Trotzdem ist dieser Beitrag von Tschirnhaus einer der bis dahin wichtigsten Fortschritte in der Algebra seit der Renaissance.
Die Tschirnhausen-Kubik ist im Jahr 1900 nach ihm genannt worden. Tschirnhausen war auch einer derjenigen, die 1697 Johann Bernoullis Preisaufgabe zur Lösung des Brachistochronenproblems lösten. Die Quadratrix von Tschirnhaus kann der Quadratur des Kreises dienen.
Die Grenzen seiner Arbeit bestehen darin, dass er sich infolge seiner grundsätzlichen Ablehnung der Infinitesimalrechnung weigerte, die Stufung des Unendlichen, die er in der Physik akzeptierte, mathematisch abzubilden. Seine Position kann wie folgt beschrieben werden: 
Alle Kurven werden durch Polynome beschrieben = Alle Gleichungen sind algebraisch = Die Welt ist atomistisch = Die Dinge sind abzählbar.

### Optik
Die von Tschirnhaus entwickelten Brennspiegel und -gläser übertrafen die bislang existierenden an Präzision, Größe und Wirkung. Ob und in welchem Umfang seine mathematischen Berechnungen zur technischen Verbesserung bei der Herstellung von Sonnenöfen beitrugen, kann bislang nicht gesagt werden. Er war als einer der ersten in der Lage, Linsen von ca. einem Meter Durchmesser zu gießen und zu schleifen, wozu ihm eine eigene, von einer Wassermühle betriebene Schleiferei in seinem Heimatort Kieslingswalde diente.
Einige der Instrumente haben sich in verschiedenen Museen wie dem Mathematisch-Physikalischen Salon im Zwinger in Dresden, dem Deutschen Museum in München sowie dem Astronomisch-Physikalischen Kabinett der Museumslandschaft Hessen Kassel erhalten.

## Schriften
Sein Hauptwerk war die Medicina Mentis (Methodenlehre und Erkenntnistheorie). Das ab 1682 geschrieben und 1686/87 in Amsterdam veröffentlichte Werk wurde von Christian Thomasius aufgrund der inhaltlichen Nähe zu Spinoza scharf angegriffen. Weitere wissenschaftliche Abhandlungen wurden in den Leipziger „Acta eruditorum“ und in den Memoires der Pariser Akademie veröffentlicht.
- Traité de l’art de polir les verres. Nach 1676.
- Medicina mentis et corporis. 1. Teil gewidmet Ludwig XIV. Amsterdam 1686.
- Medicina mentis. Amsterdam 1687.
- Medicina mentis et corporis. Übersetzung ins Niederländische durch Ameldonck Block, Amsterdam 1687.
- Medicina mentis. Übersetzung ins Niederländische durch A. Block, Amsterdam, 1687. Neue deutsche Übersetzung Barth, Leipzig 1963 von Haussleiter (mit Biografie)
- Medicina Mentis, Sive Artis Inveniedi Praecepta Generalia. J. Thomas Fritsch, Leipzig 1695 (online – Internet Archive).
- Medicina Corporis Seu Cogitationes Admodum Probabiles de Conservanda Sanitate. J. Thomas Fritsch, Leipzig 1695, Reprint (mit Medicina Mentis 1695) Olms, Hildesheim 1964. Medicina corporis Amsterdam 1686

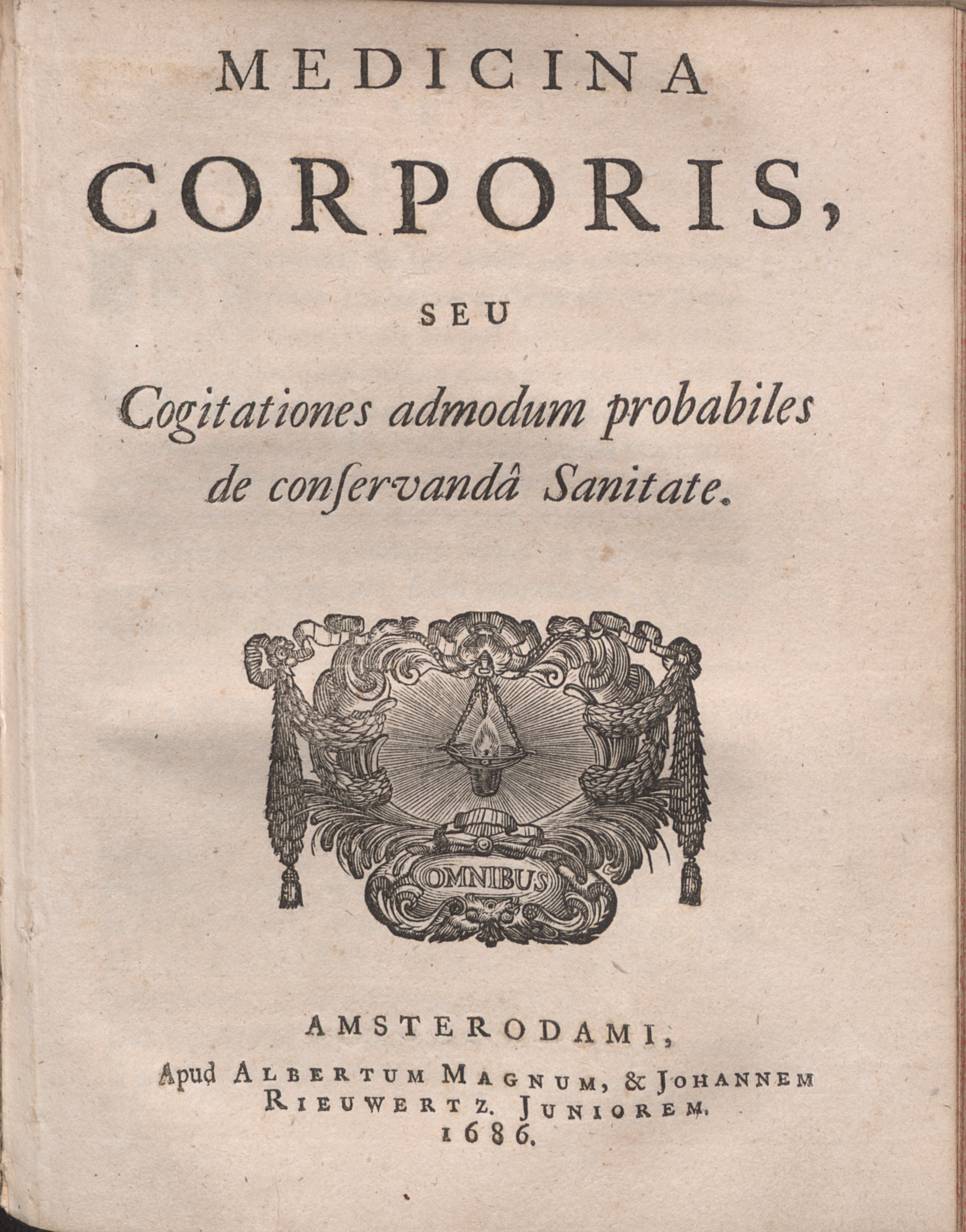
Medicina corporis Amsterdam 1686

- Entretiens sur la pluralité des mondes. Mitarbeit an der Herausgabe der ersten deutschen Ausgabe des 1686 von Bernard Le Bovier de Fontenelle publizierten Werkes. 1698.
- Getreuer Hofmeister auf Academien und Reisen. Hrsg. v. Wolfgang Bernhard von Tschirnhaus. Hannover 1727. (Digitalisat und Volltext im Deutschen Textarchiv)

Eine Faksimileausgabe der Gründlichen Anleitung zu nützlichen Wissenschaften, 4. Aufl. Frankfurt und Leipzig 1729, erschien 1967 bei Frommann, Stuttgart-Bad Cannstatt (Hrsg. und Einleitung E. Winter).
Eine Gesamtausgabe seiner Schriften erscheint seit 2000 bei der Sächsischen Akademie der Wissenschaften (Herausgeber: E. Knobloch, Bearbeitung u. a. durch: Mathias Ullmann).

## Rezeption
Bereits am Ende des Studiums arbeitet Tschirnhaus an Problemen, die der Glas- und Porzellanherstellung dienen sollten. Der Bau von Instrumenten diente systematischen Versuchen mit Erden und Silikaten bei hohen Temperaturen. Die damit erreichten Wirkungen waren für die hohen Temperaturen der Schmelzprozesse letztlich nicht ausreichend. Trotzdem zeigen diese Arbeiten seinen Anteil an der Lösung des Arcanums der Porzellanherstellung. Neben den Leistungen weiterer Wissenschaftler und Techniker unterschiedlicher Fachbereiche waren die Bestandsaufnahme sächsischer Mineralien, die Möglichkeit mit Brennspiegeln und -gläsern hohe Temperaturen zu erzeugen und die Erfahrung auf technologischem Gebiet der Glasherstellung von Tschirnhaus eine der Voraussetzungen für die Erfindung von Porzellan und deren Herstellung in der Betriebsform der Manufaktur.
Strittig ist ob Tschirnhaus oder Johann Friedrich Böttger der Erfinder des Hartporzellan war. Zu den beiden Auffassungen Tschirnhaus oder Böttger? etablierte sich in der Folge eine Dritte; Tschirnhaus und Böttger. Neben der Materialzusammensetzung und der sicheren Beherrschung des Sinterungsprozesses war die Ofentechnik Voraussetzung zur Herstellung von Porzellan. Darüber hinaus mussten Farben und Glasuren gefunden werden, um Stücke zu fertigen, die sich in Konkurrenz zu dem aus China und Japan importierten Weichporzellan behaupten konnten. Der Vergleich mit der Manufacture royale de porcelaine de Sèvres zeigt die Schwierigkeiten, die zur Dekoration notwendigen Farben zu finden. Erst nachdem diese Aufgaben gelöst waren, konnte die wirtschaftliche Fertigung des Hartporzellans in der Betriebsform einer Manufaktur beginnen. Tschirnhaus hat durch seine langjährigen Forschungen großen Anteil an der Porzellanerfindung, wurde aber durch seinen Tod in der Früh-Phase der Porzellanforschung im Urteil der Nachwelt gegenüber Böttger in den Hintergrund gedrängt.

## Würdigung
In Dresden ist das Ehrenfried-Walther-von-Tschirnhaus-Gymnasium in der Dresdner Südvorstadt nach dem Naturforscher benannt.